# Бергман, Эндрю
Э́ндрю Бе́ргман  (англ. Andrew Bergman; род. 20 февраля 1945, Куинс, Нью-Йорк, США) — американский кинорежиссёр, сценарист и писатель. Журнал New York в 1985 году назвал его «Неизвестным Королём комедии».

## Биография
Родился в еврейской семье. Окончил Бингемтонский университет и имеет степень доктора философии Висконсинского университета в Мадисоне. Его диссертация, посвящённая исследованию эпохи Великой депрессии в Голливуде, была опубликована в 1971 году в NYU Press.
Эндрю Бергман имеет награду History Writing Prize, вручаемую Университетом штата Висконсин.
В 2007 году Бергман получил премию Ian McLellan Hunter Award за жизненные достижения в письменном искусстве от Гильдии сценаристов США.
Бергман проживает в Нью-Йорке со своей женой. У них двое взрослых сыновей.

## Фильмография

### Режиссёр
- 1981 — «Так здорово» / So Fine
- 1990 — «Новичок» / The Freshman
- 1992 — «Медовый месяц в Лас-Вегасе» / Honeymoon in Vegas
- 1994 — «Счастливый случай» / It Could Happen to You
- 1996 — «Стриптиз» / Striptease
- 1999 — «Настоящая женщина» / Isn’t She Great

### Сценарист
- 1974 — «Сверкающие сёдла» / Blazing Saddles (и сюжет)
- 1975 — «Чёрный Барт» / Black Bart
- 1979 — «Свояки» / The In-Laws
- 1981 — «Так здорово» / So Fine
- 1984 — «О, Боже! Ты дьявол» / Oh, God! You Devil
- 1985 — «Флетч» / Fletch
- 1985 — «Большие неприятности» / Big Trouble
- 1990 — «Новичок» / The Freshman
- 1991 — «Мыльная пена» / Soapdish
- 1992 — «Медовый месяц в Лас-Вегасе» / Honeymoon in Vegas
- 1994 — «Скаут» / The Scout
- 1996 — «Стриптиз» / Striptease
- 2003 — «Свадебная вечеринка» / The In-Laws